# مولوي عبد الحق
مولوي عبد الحق (بالأردية: مولوی عبد الحق)‏، (20 أبريل 1870 - 16 أغسطس 1961) عالم ولغوي باكستاني، يُلقب بـ أبو الأردية (بالأردية: بابائے اردو)‏ طالب بجعل اللغة الأردية اللغة الوطنية لباكستان.